# Fassa Bortolo (equipa ciclista)
Fassa Bortolo (código UCI: FAS) foi uma equipa ciclista profissional italiana durante as temporadas 2000-2005. Na sua última temporada participou no UCI Pro Tour, correndo assim mesmo em algumas carreiras do Circuito Continental.
A equipa contou em suas fileiras com ciclistas como Alessandro Petacchi, Aitor González, Dario Frigo, Fabian Cancellara e Kim Kirchen.

## História da equipa
A equipa fundou-se em 2000, sendo um das equipas mais potentes do mundo desde os seus inícios. No entanto progressivamente foi perdendo potencial mas sempre se mantendo entre as melhores equipas, de facto na sua última temporada conseguiram 43 vitórias 25 delas obtidas pelo seu sprinter Alessandro Petacchi muito por adiante dos seus colegas da equipa Kim Kirchen (5 vitórias) e Fabian Cancellara (4 vitórias).

## Corredor melhor classificado nas Grandes Voltas
| Ano  | Giro d'Italia        | Tour de France        | Volta a Espanha              |
| ---- | -------------------- | --------------------- | ---------------------------- |
| 2000 | 7.º Wladimir Belli   | -                     | 5.º Raimondas Rumsas         |
| 2001 | 30.º Tadej Valjavec  | 24.º Wladimir Belli   | -                            |
| 2002 | 23.º Serhi Honchar   | 11.º Ivan Basso       | 7.º Francesco Casagrande     |
| 2003 | 7.º Dario Frigo      | 7.º Ivan Basso        | 21.º Dario Frigo             |
| 2004 | 4.º Darío Cioni      | 45.º Aitor González   | 52.º Darío Cioni             |
| 2005 | 9.º Marzio Bruseghin | 62.º Lorenzo Bernucci | 32.º Julian Sánchez Pimienta |

## Material ciclista
A equipa usou bicicletas da marca Pinarello durante todas as suas temporadas em activo.

## Classificações UCI
A União Ciclista Internacional elaborava o Ranking UCI de classificação dos ciclistas e equipas profissionais.
A partir de 1999 e até 2004 a UCI estabeleceu uma classificação por equipas divididas em três categorias (primeira, segunda e terceira). A classificação da equipa e de seu ciclista mais destacado foi a seguinte:
| Ano  | Categoria | Classificação por equipas | Melhor corredor na classificação individual | Posição |
| 2000 | Primeira  | 3º                        | Wladimir Belli                              | 13º     |
| 2001 | Primeira  | 1º                        | Francesco Casagrande                        | 10º     |
| 2002 | Primeira  | 2º                        | Francesco Casagrande                        | 8º      |
| 2003 | Primeira  | 1º                        | Dario Frigo                                 | 14º     |
| 2004 | Primeira  | 9º                        | Alessandro Petacchi                         | 9º      |

A partir de 2005 a UCI instaurou o circuito profissional de máxima categoria, o UCI Pro Tour, onde a equipa esteve o seu último ano em activo. As classificações da equipa e do seu ciclista mais destacado são as seguintes:
| Ano  | Classificação por equipas | Melhor corredor na classificação individual | Posição |
| 2005 | 13º                       | Alessandro Petacchi                         | 11º     |

## Palmarés destacado

### Grandes Voltas
- Tour de France
  - 2001: 1 etapa ⇒ Sergei Ivanov
  - 2003: 4 etapas ⇒ Alessandro Petacchi
  - 2004: 3 etapas ⇒ Fabian Cancellara, Aitor González, Filippo Pozzato
  - 2005: 1 etapa ⇒ Lorenzo Bernucci

- Giro d'Italia
  - 2000: 1 etapa ⇒ Dmitri Konyshev
  - 2001: 2 etapas ⇒ Dario Frigo, Matteo Tosatto
  - 2003: 8 etapas ⇒ Alessandro Petacchi (6), Dario Frigo, Aitor González
  - 2004: 9 etapas ⇒ Alessandro Petacchi
  - 2005: 4 etapas ⇒ Alessandro Petacchi

- Volta a Espanha
  - 2000: 2 etapas ⇒ Alessandro Petacchi
  - 2002: 1 etapa ⇒ Alessandro Petacchi
  - 2003: 5 etapas ⇒ Alessandro Petacchi
  - 2004: 4 etapas ⇒ Alessandro Petacchi
  - 2005: 5 etapas ⇒ Alessandro Petacchi

### Outras carreiras
- Paris-Nice: 2001 ⇒ Dario Frigo
- Volta ao País Basco: 2001 ⇒ Raimondas Rumsas
- Volta à Romandia: 2001 ⇒ Dario Frigo
- Tirreno-Adriático: 2003 ⇒ Filippo Pozzato

### Clássicas
- Giro de Lombardia
  - 2000: Raimondas Rumsas
  - 2002: Michele Bartoli
  - 2003: Michele Bartoli
- Amstel Gold Race
  - 2002: Michele Bartoli
- Milão-Sanremo
  - 2005: Alessandro Petacchi

## Principais ciclistas
- Francesco Casagrande
- Fabio Baldato
- Volodymir Gustov
- Dmitri Konyshev
- Andrea Peron
- Alessandro Petacchi
- Roberto Petito
- Matteo Tosatto

- Ivan Basso
- Kim Kirchen
- Marzio Bruseghin
- Serguéi Ivanov
- Filippo Pozzato
- Fabian Cancellara
- Gustav Larsson
- Aitor González